# الأشراف الشرقية
قرية الأشراف الشرقية هي إحدى القرى التابعة لمركز قنا في محافظة قنا في جمهورية مصر العربية. حسب إحصاءات سنة 2006، بلغ إجمالي السكان في الأشراف الشرقية 6899 نسمة، منهم 3580 رجل و3319 امرأة.